# Yaime Pérez
Yaime Pérez Tellez (Santiago de Cuba, 29 de maio de 1991) é uma atleta cubana, campeã mundial, pan-americana e medalhista olímpica do lançamento de disco.
Campeã mundial juvenil no Campeonato Mundial Júnior de Atletismo de 2010, no Canadá, foi finalista da prova no Mundial de Moscou 2013 e medalha da prata nos Jogos Pan-americanos de Toronto 2015. Depois de uma participação ruim nos Jogos Olímpicos de Verão de 2016, no Rio de Janeiro, quando foi desclassificada por não conseguir fazer nenhum lançamento válido na final, no Pan seguinte, Lima 2019, Perez conquistou a medalha de ouro com a marca de 66,58 m, recorde pan-americano. Sua maior conquista na carreira foi em Doha 2019, onde se sagrou campeã mundial, com um lançamento de 69,17 m.
Nos Jogos Olímpicos de Tóquio de 2020, sua segunda Olimpíada, ficou com a medalha de bronze após obter um lançamento de 65, 72 m.